# Onthophagus luteosignatus
Onthophagus luteosignatus är en skalbaggsart som beskrevs av Lansberge 1883. Onthophagus luteosignatus ingår i släktet Onthophagus och familjen bladhorningar. Inga underarter finns listade i Catalogue of Life.